# Crissy Ahmann-Leighton
Crissy Ahmann-Leighton (n. 20 mai 1970, Yankton⁠(d), Dakota de Sud, SUA) este o înotătoare ce a reprezentat Statele Unite ale Americii, medaliată olimpică. A participat la o ediție a Jocurilor Olimpice (1992) în care a câștigat 3 medalii de aur și o medalie de argint.